# بيتي فوس
بيتي فوس (بالإنجليزية: Betty Foss)‏ هي لاعب كرة قاعدة أمريكية، ولدت في 10 مايو 1929 في متروبوليس في الولايات المتحدة، وتوفي بنفس المكان في 8 فبراير 1998 بسبب تصلب جانبي ضموري.